# Charles François Deponthon
 (avril 2019).
Si vous disposez d'ouvrages ou d'articles de référence ou si vous connaissez des sites web de qualité traitant du thème abordé ici, merci de compléter l'article en donnant les références utiles à sa vérifiabilité et en les liant à la section « Notes et références ».
Charles François Deponthon, né à Éclaron (Haute-Marne) le 26 août 1777, mort à Saint-Dizier le 25 août 1849, est un général français de la Révolution et de l’Empire.

## Biographie

### Origines familiales
Charles François Deponthon naît le 26 août 1777 à Eclaron et est baptisé le lendemain. Il est le deuxième fils de Louis-François Deponthon, écuyer, seigneur de Queulx, garde de la porte du roi jusqu’à la dissolution de ce corps en 1787, et de sa deuxième épouse Marguerite Grimon (1746-1809).
Charles-François Deponthon est le frère cadet de Louis-François Deponthon (1772-1845) receveur général des contributions indirectes et maire d’Eclaron.
D’un premier mariage avec Françoise Desroziers, son père Louis-François Deponthon a eu un premier fils, Antoine Charles Louis de Ponthon (1752-1808) lui aussi garde de la porte du roi entre 1770 et 1783. À sa mort, ses deux demi-frères assureront son inventaire après décès, laissant penser qu’il resta sans descendance.
La famille Deponthon est originaire d’Eclaron et le grand-père de Charles-François est Claude Deponthon (1694-1767), notaire et procureur du roi à Eclaron. Claude Deponthon a épousé Claire Varnier, fille du notaire royal François Varnier. Elle est la marraine de Charles-François Deponthon. Son parrain, présent au baptême, est son oncle maternel Charles-François Grimon, prêtre, dont il a hérité des prénoms. On note que la cousine de Charles-François Deponthon est la mère du général Alexandre Delalain, mort à Eclaron et qui a peut-être facilité le choix de la carrière des armes.

### 1794-1801: formation et campagne d’Égypte
Le 30 septembre 1794, quelques jours après la mort de son père, Charles-François Deponthon entre comme sous-lieutenant à l'École du génie de Metz. Promu lieutenant le 21 mars 1795, il rejoint en avril 1796 l'armée d'Italie et assiste au siège de Mantoue, aux batailles de Castiglione et de Saint-Georges, aux passages de la Piave et du Tagliamento. Il est fait prisonnier le 17 avril 1797 et relâché en février 1798. Il est présent lors du siège puis de l’occupation de Rome en février 1798.
En mai 1798, il accompagne Napoléon Bonaparte en Égypte et se trouve aux prises de Malte et d'Alexandrie. Il participe ensuite aux batailles de Cheibress le 14 juillet , puis des Pyramides le 21 juillet 1798. À l’occasion de cette bataille, il semble s’être particulièrement distingué au combat, rapportant le poignard d’un mamelouk tué de ses mains, et qu’il a conservé toute sa vie ; il aurait été fait capitaine par Napoléon sur le champ de bataille des Pyramides. Cette promotion n’est cependant enregistrée qu’en date du 22 septembre 1798.
Par la suite, Deponthon participe à la bataille d’Aboukir de juillet 1799, attirant l’attention du général Menou, puis s’illustre dans le débarquement des turcs à Damiette, le 1er novembre 1799. Dans un rapport à la chancellerie de la Légion d’honneur du 19 Fructidor an X appuyant une demande d’incorporer Deponthon à l’Ordre, le général Samson écrit: « le capitaine Deponthon se distingua particulièrement lors du débarquement des Turcs à Damiette. Chargé de reconnaître leur position, il se détermina, pour effectuer cette reconnaissance, à attaquer leurs avant-postes à la tête de la cavalerie qui lui servait d’escorte ». Le général Kléber avait prévu, indique ce rapport, la remise d’un sabre d’honneur au capitaine Deponthon, mais l’assassinat de Kléber en Caire en juillet 1800 suspend cette promesse.
Le capitaine Deponthon reste en Égypte après le départ du général en chef Bonaparte, en partie posté au fort de Lesbé, près de Damiette, d’où il écrit en novembre 1800 un courrier évoquant une certaine lassitude devant un retour en France ajourné. Il y est stationné avec le commandant d’Hautpoul.
Il est ensuite chargé des travaux du siège du Caire, et défend Alexandrie contre les Anglais jusqu’à la capitulation de la place en 1801. Il est ensuite rapatrié en France avec les derniers soldats de l’armée d’Orient.
Sa conduite au débarquement de Damiette, reconnue par Menou et par Kléber, lui avait valu la promesse d’un sabre d’honneur. La mort de Kléber n’ayant pas permis que cette promesse soit honorée, les généraux Bertrand et Samson appuient à plusieurs reprises l’admission du capitaine Deponthon dans l’ordre de la Légion d’honneur, au sein duquel il est admis à la création de l'Ordre en 1804.

### 1801-1809: carrière dans le génie, officier d'ordonnance de l'Empereur
Rentré en France, le capitaine Deponthon est affecté à la direction du génie à Anvers, puis sur l’île de Cadzand le 10 février 1802. En janvier 1804, il est affecté à la deuxième division de réserve des dragons au camp de Compiègne.
Au commencement de la campagne de 1805, Deponthon est employé à la troisième division du IVème corps d’armée (celui du maréchal Soult), au sein de laquelle il combat à Austerlitz en décembre 1805.
Après la bataille d’Austerlitz, Deponthon est affecté au Cabinet de l’Empereur en qualité d’officier d’ordonnance à compter de septembre 1806. C’est en cette qualité qu’il prend part à la bataille d’Iéna.
Deponthon dirige, comme chef de bataillon après une promotion du 7 juin 1807, les sièges de Glogau, de Breslau, de Neiss, de Stralsund, et coopère à la prise du camp retranché de Glatz.
Il effectue une première mission auprès du tsar Alexandre en Russie, portant une correspondance et un cadeau de Napoléon à Alexandre en septembre 1807. Napoléon écrit au Général Savary : « J’expédie Deponthon. C’est un bon officier du génie. Si l’empereur [de Russie] a besoin d’un officier du génie pour Cronstadt etc., il peut lui servir » Deponthon séjourne donc en Russie une grande partie de l’année 1808 et se charge de reconnaître les ports de la Baltique afin d’en améliorer la défense, se rendant par exemple avec l’ambassadeur Caulaincourt à Crondstadt en juin. Son rapport sur les défenses des côtes de la Baltique est transmis à l’Empereur par Caulaincourt en mars 1808
Ce séjour en Russie vaut au capitaine Deponthon la reconnaissance du Tsar, qui le fait Chevalier dans l’ordre de Saint Wladimir, au point qu’une source va jusqu’à attribuer son rappel par Napoléon aux trop grands services rendus au Tsar. Une dépêche de Champagny, alors ministre des Affaires étrangères à Caulaincourt en avril 1808, révèle néanmoins la véritable nature de la mission confiée à Deponthon : « C’est pour son pays et son souverain qu’il doit réserver la connaissance particulière des défauts des places russes que sa tournée le met dans le cas d’acquérir. » Il s’agit donc autant d’apporter son aide au Tsar que de se renseigner sur les défenses russes et leurs faiblesses.
Il retourne ensuite en Espagne, où il effectue de nouvelles missions de reconnaissances, donnant lieu à autant de rapports.
C’est de là que Napoléon le renvoie porter une correspondance à Alexandre le 14 janvier 1809. L’empereur des français écrit le même jour à Caulaincourt, qui est en ambassade à Saint Pétersbourg : « je vous expédie Deponthon »

### 1810-1814: secrétaire au Cabinet de l’Empereur, baron de l’Empire, campagnes de Russie et de Saxe
À la suite de ses deux missions en Russie, Napoléon attache Deponthon à son cabinet, et le fait Baron de l’Empire le 19 janvier 1810. Dès lors, Deponthon va rester au service de l’Empereur Le 15 juillet 1810, Napoléon 1er lui confie la reconnaissance de la Hollande, puis des embouchures de l'Ems, du Welser et de l'Elbe. En fin d’année, Deponthon est promu au grade de colonel. Son assiduité au travail et sa discrétion en font un secrétaire du Cabinet apprécié et zélé.
En août 1811, il est chargé de reconnaître les rades et passes de l’Atlantique entre Rochefort et Bordeaux.
La carrière de Deponthon connaît alors un revirement notable. Ce bon connaisseur de la Russie, qu’il a parcourue au temps de l’ambassade Caulaincourt, n’est pas favorable au projet de Napoléon 1er d’envahir le pays.

Sans que l’on puisse situer précisément le moment de l’échange, il est néanmoins certain que Deponthon a eu l’occasion de mettre l’Empereur en  garde contre ce projet. Le Général Baron de Marbot rapporte une véritable scène de disgrâce dans ses mémoires :
"Enfin, en homme vraiment courageux, au risque de déplaire et de compromettre son avenir, M. de Ponthon [sic] se permit de tomber aux genoux de l'Empereur pour le supplier, au nom du bonheur de la France et de sa propre gloire, de ne pas entreprendre cette dangereuse expédition, dont il lui prédit toutes les calamités. L'Empereur, après avoir écouté avec calme le colonel de Ponthon [sic], le congédia sans faire aucune observation"
Marbot rapporte que, toujours attaché au Cabinet, Deponthon suivit la Grande Armée depuis le Niémen jusqu’à Moscou, assistant donc aux batailles de Smolensk (août 1812) et de la Moskowa (Septembre 1812). L’empereur Napoléon ne lui aurait néanmoins plus adressé la parole. Le propos mérite certainement d’être nuancé car Deponthon a été promu officier de la Légion d’honneur le 27 janvier 1813 avant de réintégrer le Génie.
Pendant la Campagne de Saxe en 1813 il commande le génie du 6e corps, et participe aux combats de Lutzen et Bautzen puis est nommé le 18 juin 1813 Commandant du Génie du corps du Maréchal Davout.
Deponthon se jette dans Hambourg, où Davout apprécie tellement les travaux de renforcement de la place qu'il le nomme général de brigade de son arme le 27 mars 1814. Malgré l’infériorité numérique, Depnthon tient tête aux troupes coalisées jusqu'à la paix de 1814. Sa promotion est confirmée le 4 octobre 1814. Deponthon néanmoins, a été très marqué par la chute de l’Empire 

« cette transition subite d’une résistance opiniâtre de cinq grands mois contre des forces presque triples à la chute de toute notre grandeur fit une impression d’autant plus vive sur l’esprit du Général Deponthon qu’il n’y avait point été préparé par la série des événements malheureux qui avaient été complètement ignorés à Hambourg, où on était étroitement bloqué. Son cœur, vraiment français, en avait été tellement navré, qu’il l’a déplorée jusque dans les derniers temps de sa vie »

— 

### 1814-1849: Restauration et fin de carrière
Deponthon, contrairement à Davout, n’a pas eu à encourir les foudres de la Restauration : son grade de général de brigade est confirmé en octobre 1814, et il reçoit dans la foulée la croix de Saint-Louis le 21 du même mois.
Deponthon prend le parti de Napoléon pendant les 100 jours et dirige les travaux de défense de Paris. Cela ne semble pas avoir nui à son avancement sous la deuxième restauration. Deponthon est en effet nommé inspecteur permanent de la direction du génie à Paris, élevé au grade de commandeur de la Légion d’honneur (1er mai 1821)
Deponthon est membre du Comité des fortifications et inspecteur du génie sous la Restauration. Lieutenant-général depuis le 24 août 1838, et grand officier de la Légion d'honneur, il a été maintenu dans le cadre d'activité par ordonnance du 19 août 1842.
Le 21 juillet 1846, Deponthon est admis à la Chambre des Pairs. Il est témoin de la dernière période de la monarchie de Juillet et de sa chute brutale en 1848 : il est admis à la retraite le 8 juin 1848.
Charles-François Deponthon est mort dans son village d’origine Eclaron le 25 août 1849, à la veille de ses 72 ans. Il est enterré au cimetière d’Eclaron où son monument témoigne de sa carrière militaire.

### Vie privée
Il n’existe pas de portrait connu de Charles-François Deponthon et il n’a pas publié de Mémoires ou de correspondance. 
Né dans un milieu bien établi dans son village, Charles-François Deponthon a vraisemblablement choisi de se rallier aux idées révolutionnaires. Il ne sépare jamais dans ses écrits la particule de son nom. Par ailleurs, son monument funéraire ne porte aucun signe religieux chrétien, chose suffisamment rare au milieu du XIXe siècle pour être significative.
Décrit comme capable, intègre, modeste et travailleur, Deponthon a également été un militaire courageux qui a participé à toutes les campagnes de l’Empire les armes en main. Il n’a cependant jamais été blessé, ce qui est également remarquable.
Sa notice nécrologique souligne sa bienveillance et la clarté de son esprit, tout en notant une expression lente qui pouvait tromper ses interlocuteurs. Un article paru peu après sa mort, le décrit comme étant « d'une douceur extrême, bon et très hospitalier ».
Le Général Deponthon est demeuré attaché à son village d’Eclaron, où il a profondément transformé sa maison natale de la rue du Ruisseau (aujourd’hui rue de Ponthon), la reconstruisant en pierre de taille et en la dotant d’un jardin d’agrément en 1834.
Sa vie privée est peu ordinaire. Il est en effet probable que le capitaine Deponthon a entretenu une longue liaison avec Marie-Madeleine Perlot-Brunet (1782-1866), épouse Giuliani, rencontrée lors d'une mission en Italie ou en Russie entre 1806 et 1809. Marie-Madeleine Perlot-Brunet, mariée à Jean Giuliani, donne naissance le 15 juillet 1810 à un garçon prénommé Charles-François. 
Un an après la mort de son mari, en octobre 1833, Marie-Madeleine Perlot-Brunet épouse le Général Deponthon à Saint-Louis d’Antin. Le droit romain, sous lequel Marie-Madeleine Perlot-Brunet a été mariée à Jean Giuliani, interdisant la reconnaissance des enfants adultérins, le Général Deponthon adopte Charles-François Giuliani, qui prend le nom de Giuliani-Deponthon. Ce dernier, Ingénieur des Mines, meurt le 1er décembre 1864 à Hyères, laissant trois filles.
Le nom du général Deponthon a été ajouté tardivement à l’Arc de Triomphe par un ordre du ministre de la Guerre du 18 juin 1863.

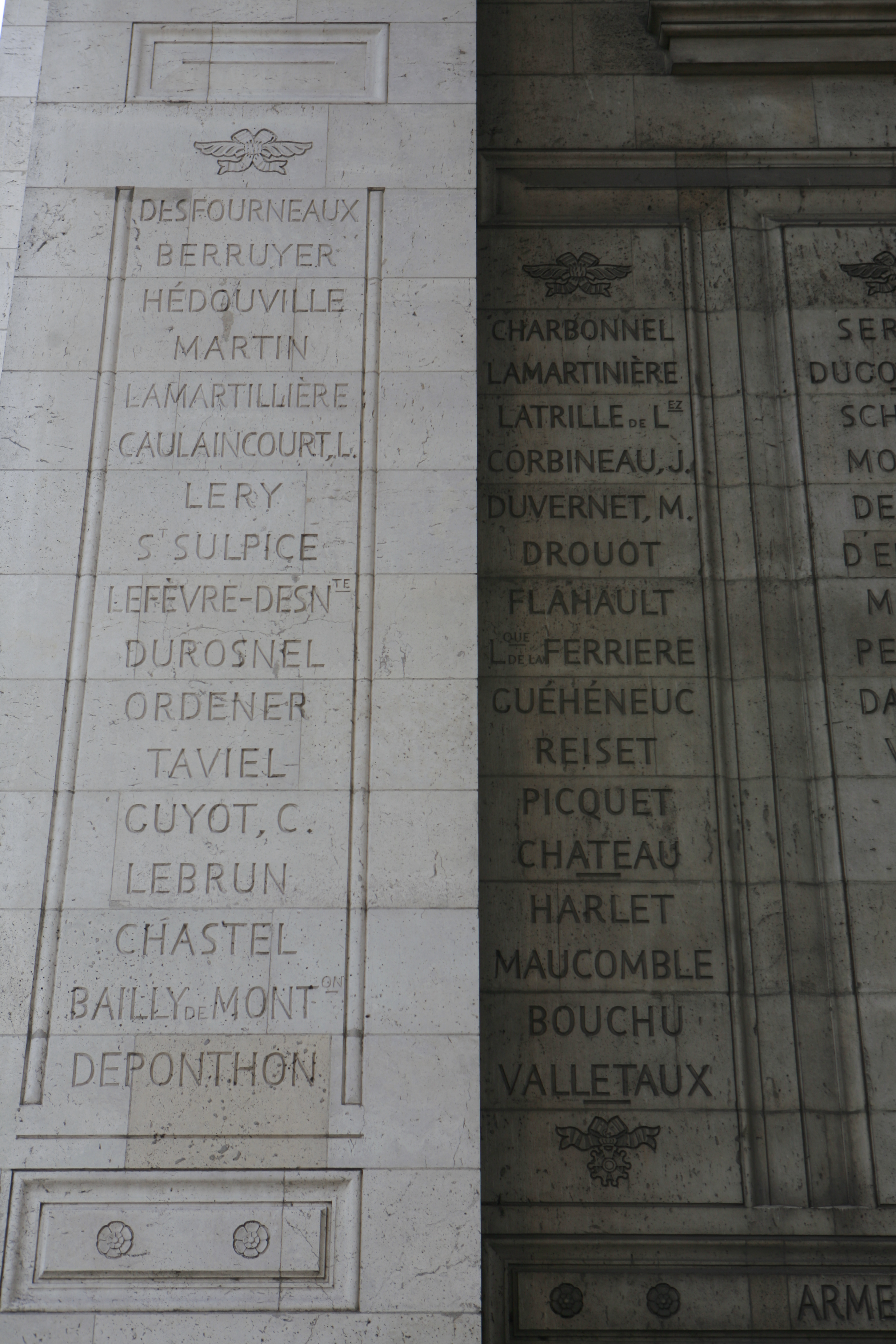
Noms gravés sous l'arc de triomphe de l'Étoile : pilier Ouest, 31e et.

## Distinctions
- Il fait partie des 660 personnalités à avoir son nom gravé sous l'Arc de triomphe de l'Étoile. Il apparaît sur la 31e colonne (l’Arc indique DEPONTHON).